# 찰스 워그먼
찰스 워그먼(Charles Wirgman, 1832년 8월 31일 - 1891년 2월 8일)은 영국인 화가, 만화가, 막부 시절에 기자로 방일하여, 당시 일본의 다양한 모습, 사건, 풍속을 그려 남겼고, 동시에 ‘펀치 그림’의 근원이 된 일본 최초의 만화잡지 《재팬 펀치》를 창간했다. 또한 다카하시 유이치를 비롯한 다양한 일본인 화가들에게 서양화 기법을 가르쳤다.

## 생애

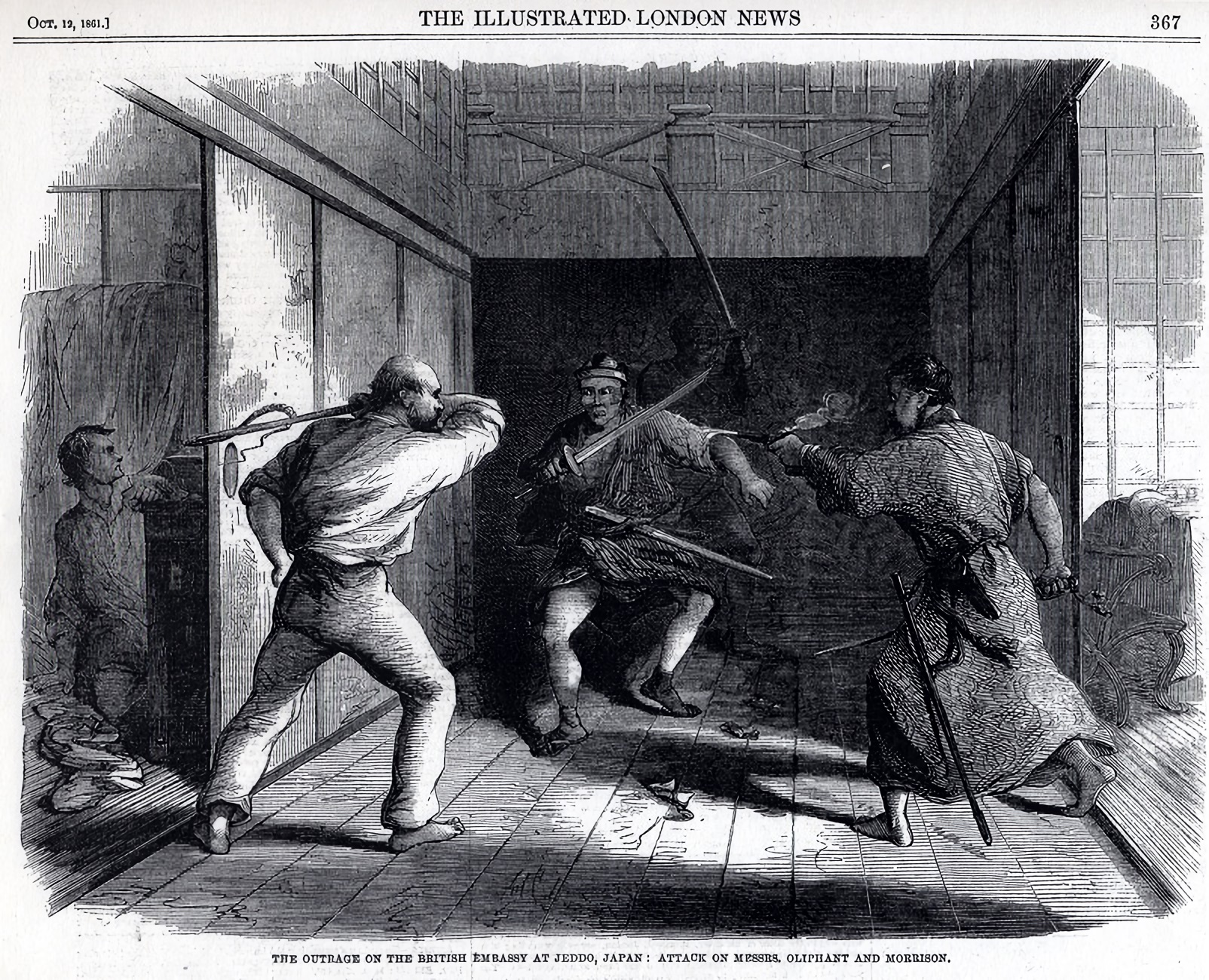
1861년 10월 12일의 일러스트레이티드 런던 뉴스에 보도된 제1차 도젠지 사건

워그먼은 1832년에 런던의 스웨덴계 가정에서 태어났다. 1852년 무렵 파리에서 그림을 배운 것으로 알려져 있으며, 그 무렵 육군에 입대해 장교가 되는 등 알 수 없는 점이 많았다. 1857년에 《일러스트레이티드 런던 뉴스》(The Illustrated London News)의 기자 겸 삽화가로 광둥에 제2차 아편 전쟁의 취재를 위해 방문했다. 1861년 4월 25일에 나가사키를 방문한 후 영국 공사 러더퍼드 올콕 일행을 따라 육로를 통해 에도까지 여행을 했다. 그런데 7월 5일(분큐 원년) 영국공사관이 설치되어 있던 도젠지에서 미토번을 탈번한 낭인들의 습격을 받는다. 이때 워그먼은 구석자리로 피신해 사건의 자초지종을 기록하여 이 사건을 기사와 스케치로 보도했다.

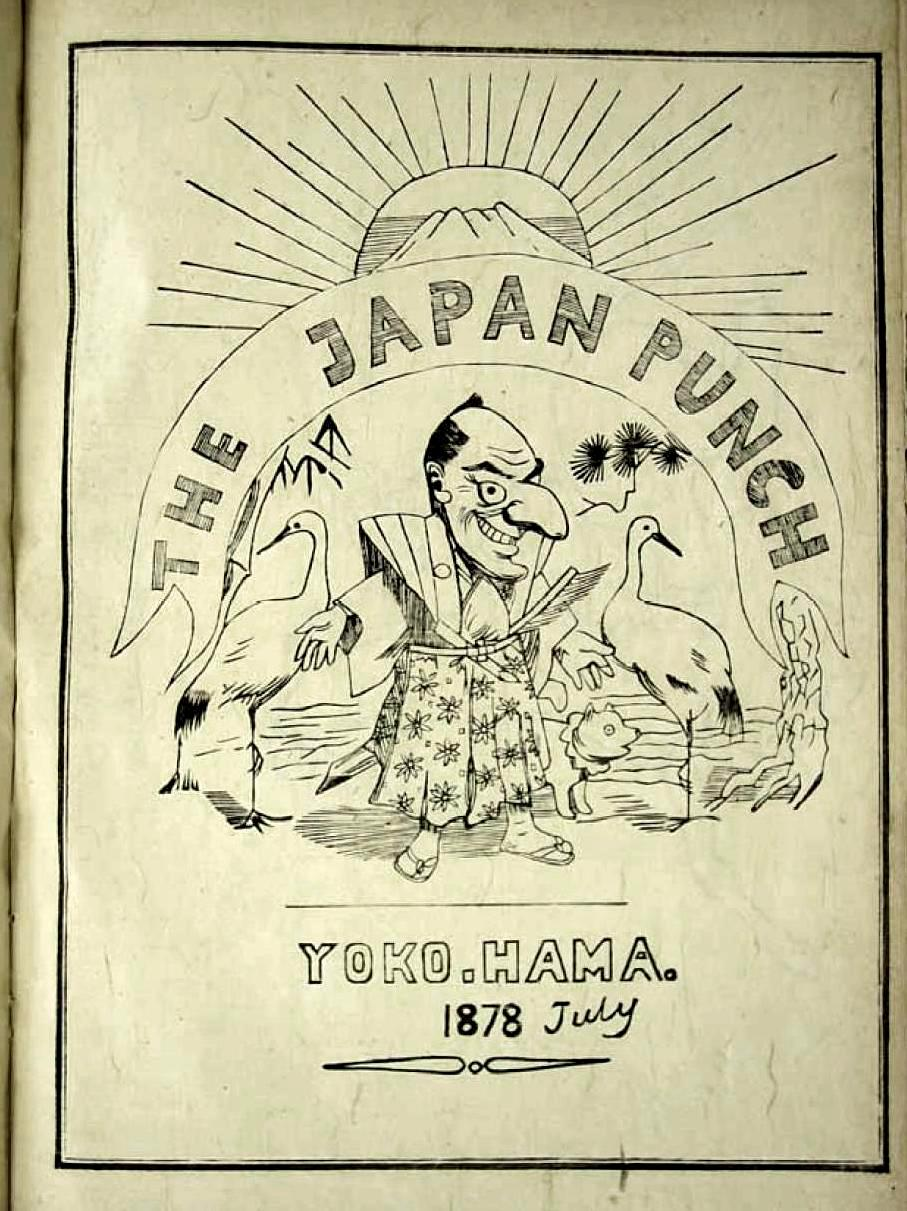
워그먼이 발행한 월간지 재팬 펀치

1862년에는 거류 외국인을 위한 잡지 《재팬 펀치》(Japan Punch)를 창간했다. 이것은 영국의 풍자만화 잡지 《펀치》를 본뜬 것이었다. 그러나 바쁜 탓인지 제2호는 1865년에 발간되었으며, 그 후 22년간 월간지로 발행되었다.
1863년, 일본인 여성 오자와 가네와 결혼했다. 그 해 사쓰에이 전쟁이 발발했다. 워그먼도 취재를 위해 사진작가 펠리체 베아토와 영국 함대에 동행하여 취재를 했다. (이후 둘은 ‘베아트 앤 워그먼 상회’를 설립했다.) 또한 그해부터 다음 해 1864년까지 시모노세키 전쟁에 대해서도 기사와 삽화를 런던에 투고했다. 같은 해 장남이자 외아들인 이치로가 탄생했다.
1865년에 고세다 요시마츠가 워그먼 문하에 입문하였고, 이듬해 1866년에는 다카하시 유이치가 입문했다. 또한 1874년에는 고바야시 기요치카가 입문을 문의했다.
1867년, 해리 파크스와 어니스트 사토우를 따라 도쿠가와 요시노부와 회담을 하기 위해 오사카로 떠났다. 이 때 오사카의 풍경 스케치와 함께 요시노부의 초상화도 그렸다. 그 후 에도로 향하는 도중에 카케가와 숙소에서 호베(奉幣)의 습격을 받았지만 가까스로 난을 피할 수 있었다.
1885년(메이지 18년), 《일본의 스케치북》(A Sketch Book of Japan)을 출간했다.
1887년 3월 조르주 비고에 대한 인사를 포함한 《재팬 펀치》 마지막 호를 발간했고, 영국으로 귀국한다. 이듬해 1887년에 동생 브레이크와 런던에서 전시회를 연 후 다시 일본으로 돌아오지만, 병으로 쓰러진다.
1891년, 요코하마에서 58세의 나이로 사망하여, 요코하마 외국인 묘지에 묻혔다. 매년 그의 기일인 2월 8일에는 요코하마 문예 간담회를 통해 ‘펀치 한나 축제’(워그먼 축제)가 워그먼의 무덤에서 열리고 있다. 그의 직계 후손은 1945년에 대가 끊어져 존재하지 않는다고 한다.

## 같이 보기
- 조르주 페르디낭 비고